# Tullio Masotti
Tullio Masotti (Falerone, 1886 – Milano, 3 gennaio 1949) è stato un giornalista e sindacalista italiano.

## Biografia
Tullio Masotti si stabilì a Parma nel 1907 come collaboratore di Alceste de Ambris.
Qui divenne segretario della federazione giovanile e vicesegretario della Camera del Lavoro.
Dopo il 20 giugno 1908, data del grande sciopero agrario in cui si scatenò la repressione della polizia, dovette rifugiarsi prima a Nizza poi a Lugano.
La Corte d'assise di Lucca pronunciò sentenza assolutiva per i sindacalisti rivoluzionari promotori dello sciopero, accusati di insurrezione armata contro il potere dello stato, e Masotti rientrò a Parma nel maggio 1909.
Immediatamente si mise a ricostruire le file sindacali, indisse azioni contro la Guerra di Libia ed iniziative di appoggio al proletariato in lotta in altre parti d'Italia.
Tutto ciò aumentò sensibilmente il peso della Camera del Lavoro di Parma, sulla cui scia e dietro iniziativa di Masotti nacque l'Unione Sindacale Italiana di Modena nel 1912, di cui divenne segretario fino alla crisi dovuta al problema dell'interventismo, uscendone nel settembre 1914 insieme ad Alceste de Ambris e Filippo Corridoni.
Masotti, volontario, combatté come ufficiale nella prima guerra mondiale. Nel 1925 era direttore de "Il Piccolo", il quotidiano social-riformista di Parma.
Nel 1940 Masotti si avvicinò alla formazione della resistenza Giustizia e Libertà, diventando redattore di "Italia Libera".
Nel dopoguerra aderì al Partito Socialista dei Lavoratori Italiani, nel quale si occupò di "Battaglie sindacali", organo di stampa del partito.